# Ornithogalum armeniacum
Ornithogalum armeniacum är en sparrisväxtart som beskrevs av John Gilbert Baker. Ornithogalum armeniacum ingår i släktet stjärnlökar, och familjen sparrisväxter. Inga underarter finns listade i Catalogue of Life.